# Rose Macaulay
Emilie Rose Macaulay, född 1 augusti 1881 i Rugby i Warwickshire, död 30 oktober 1958, var en brittisk författare.

## Biografi
Macaulay utbildade sig vid Oxford High School för flickor och studerade modern historia vid Somerville College vid Oxford University.
Hon började skriva sin första roman efter att ha lämnat Somerville. Hon skrev också resehandböcker om bland annat medelhavsländerna. I sitt arbete påverkades Macaulay av Virginia Woolf och Anatole France.
Under första världskriget arbetade Macaulay i brittiska propagandaministeriet, efter en tid som sjuksköterska och senare som tjänsteman i krigsministeriet. Hon hade en romantisk affär med Gerald O'Donovan, författare och före detta jesuitpräst, från 1918 fram till hans död 1942 
Under mellankrigstiden stödde hon den pacifistiska Peace Pledge Union. Hon avgick från PPU men återkom till sin pacifism 1940. Hennes bostad i London blev helt förstörd under de tyska bombningarna i blitzen, och hon blev tvungen att bygga upp sitt liv och bibliotek från grunden, vilket framgår av den halvbiografiska novellen, Miss Anstruther's Letters, som publicerades år 1942.
Macaulay var aldrig en enkel troende i " Mere Christianity" och hennes skrifter avslöjar en mer komplex, mystisk känsla för det gudomliga. Hon återvände inte till den anglikanska kyrkan förrän 1953 och hon hade tidigare varit en ivrig sekulär. Även om religiösa teman genomsyrar hennes romaner, behandlade hon före sin omvändelse ofta kristendomen satiriskt, till exempel i Going Abroad och Världen My Wilderness. 

## Författarskap
Macaulay förvärvade sig genom sina satiriska människoskildringar präglade av kvicket, skärpa i uppfattningen och en delvis ganska bitter humor en plats som ett av de främsta namnen inom sin författargeneration. 
Bland hennes romaner märks 
- What Not: A Prophetic Comedy (1918)
- Potterism (1920, svensk översättning 1924 Potterism: en tragikomisk traktat)
- Dangerous ages (1921, svensk översättning 1925 Farliga åldrar)
- Told by an idiot (1923)
- Keeping up appearances (1928, svensk översättning 1929 Hennes andra jag)
- Orphan Island (svensk översättning 1930 Föräldralösa ön, ny utgåva 1961)
- Staying with relations (1930, svensk översättning 1931 Kära släkten)
- Crewe train (svensk översättning 1932 Sparv i tranedans)
- The world my wilderness (svensk översättning 1950 Vi är vildmarken)
- The Towers of Trebizond (1956)

Macaulay har även skrivit essayer (Casual commentaries, 1925) och vers (två samlingar, 1914 och 1919).